# محمد باشا القرماني
محمد باشا القرماني كان رجل دولة عثماني، وهو هو الصدر الأعظم السابع عشر للسلطنة العثمانية، والسابع في عهد السلطان محمد الثاني، دامت وزارته أربع سنوات من 1477 إلى 1481.

## سنوات في وقت مبكر
ولد في مدينة قرمان و يعود نسبه إلى جلال الدين الرومي. سافر إلى اسطنبول لدراسة في مدارسها . وفي وقت لاحق عمل مدرسا في احداها. درجته العلمية مكنته ان يعمل مستشارا لدى السلطان. كما تم تعيينه كنيشانجي في المحكمة  و ساهم في صياغة قانون محمد الثاني (kanunname)، وهو سلسلة من القوانين التي تنظم الامبراطورية العثمانية. كما ساعد السلطان في كتابة مراسلات ذات قيمة أدبية عالية لحاكم آق قويونلو السلطان حسن قوصون.(بالتركية: nişancı)‏

## الصدر الأعظم
بعد غزو القسطنطينية وإعدام  خليل باشا الجاندرلي الصغير، فضل محمد الثاني تعيين وزير من أصول دوشيرمة بدلا من أولئك ذوي الاصول التركية لتجنب الأزمات المحتملة الناجمة عن النفوذ القوي الناتج عن هذا الفتح لدى من هم من اصول تركية . بعد إعدام خليل باشا عين محمد الثاني اربع وزراء من التابعية الدوشيرمية. إلا ان تعيين محمد باشا القرماني كصدر اعظم في عام 1477 أتى كإستثناء لتلك السياسة حيث ان محمد باشا هو من القومية التركية. يسجل للوزير محاولته في الإصلاح الإداري للسلطنة العثمانية.

## وفاة محمد الثاني
في 1481 توفي السلطان محمد الثاني. في الإمبراطورية العثمانية، كان من واجب الصدر الأعظم تأخير الإعلان عن وفاة السلطان حتى وصول ولي العهد إلى العاصمة، وذلك لتجنب الفوضى. وحيث ان اولاد السلطان كانا في اماكن بعيده (بايزيد في أماسية وجم سلطان في قرمان). محمد باشا ارسل إلى كل من الأمراء وبسبب كون قرمان أقرب إلى العاصمة كان لجم فرصة أفضل للوصول إليها قبل أخيه الأكبر. ومع ذلك، علم الانكشاريين الذين كانوا يدعمون بايزيد عن موت السلطان، وشكوا كذلك في أن محمد باشا كان يدعم جيم. فثاروا وقتلوا محمد باشا القرماني بعد أيام قليلة من وفاة السلطان..